# Dödens tåg (bok)
Dödens tåg är en deckarroman skriven av Alastair MacNeill efter en förlaga av Alistair MacLean. Det är den första boken i en serie om 8 som handlar om operatörerna Mike Graham och Sabrina Carver på det fiktiva FN-organet UNACO (United Nations Anti-Crime Organisation). Boken har filmatiserats med Pierce Brosnan och Alexandra Paul i huvudrollerna.

## Handling
Ett tåg kapas i Bremen, Tyskland och UNACO kopplas in då tåget passerar Tysklands gränser och brottet blir en internationell angelägenhet. Det blir sedermera känt att tåget innehåller en kärnvapenladdning på väg mot mellanöstern. UNACO:s uppgift blir att stoppa dödens tåg och dess framfart genom Europa.